# Вуд, Кит
Кит Джерард Маллинсон Вуд (англ. Keith Gerard Mallinson Wood, род. 27 января 1972 года) — ирландский регбист, выступавший на позиции хукера. Вуд обучался в колледже св. Манчина в Лимерике, выступал за ирландские клубы «Герриоуэн», «Манстер» и английскую команду «Харлекуинс». Игрок провёл 58 матчей за национальную команду, а также 5 игр за сборную команду Британских островов — «Британских и ирландских львов».
Спортсмен получил прозвище «Яростный картофель» (англ. The Raging Potato) из-за стиля игры и отсутствия волос на голове. Отец регбиста, Гордон Вуд, также представлял Ирландию на международном уровне и провёл за сборную 29 матчей. Вуд-старшей играл на позиции пропа (столба).

## Карьера
Кит Вуд начал карьеру в команде «Герриоуэн», в составе которой в 1992 и 1994 годах завоевал всеирландский чемпионский титул. Хукер продолжил карьеру в лондонском «Харлекуинс», где с перерывом в сезоне 1999/2000 играл до 2003 года. Перерыв связан с возвращением игрока на родину, в «Манстер». Будучи игроком ирландской команды, Вуд принял участие в финальном матче кубка Хейнекен, который клуб проиграл английскому «Нортгемптону» (8:9) — матч проходил на знаменитой арене «Туикенем».
Первый матч Вуда в составе ирландской сборной состоялся в рамках турне 1994 года, когда ирландцы посетили Австралию — игрок впервые вышел на поле в матче с хозяевами. Спортсмен, впоследствии сыгравший за сборную ещё 57 раз, заработал репутацию самоотверженного игрока, совершающего мощные забеги и жёсткие захваты в обороне. Вуд стал одним из сильнейших хукеров мира благодаря своим лидерским качествам и открытой манере игры. Несколько матчей за сборную регбист провёл в качестве капитана. Впоследствии капитанская повязка перешла Брайану О‘Дрисколлу, который провёл за национальную команду более 100 матчей.
В 1997 и 2001 годах Вуд становился игроком международной сборной «Британские и ирландские львы». Тогда же, в 2001 году игрок стал первым лауреатом премии «Игрок года» по версии IRB. В 2005 году Вуд стал резидентом Международного регбийного зала славы. Вуд удерживает рекорд по количеству попыток, занесённых хукером в тестовых матчах: на счету спортсмена 15 результативных действий такого рода. Предыдущим рекордсменом был игрок «Олл Блэкс» Шон Фицпатрик (12 попыток). На чемпионате мира 1999 года Вуд занёс четыре попытки в одном матче (против США).
Спортсмен также увлекается хёрлингом, был членом сборной графства Клэр Гэльской атлетической ассоциации. Сейчас Вуд работает в качестве свободного журналиста на BBC и в The Daily Telegraph. С 2014 года член Мирового зала регбийной славы.